# 小芋笔螺
小芋笔螺（学名：Imbricaria punctata），是新腹足目笔螺科小笔螺属的一种。主要分布于印度尼西亚、台湾，常栖息在潮间带岩礁。